# Infant Annihilator
Infant Annihilator é uma banda inglesa de deathcore formada em 2012 pelo baterista Aaron Kitcher e o guitarrista Eddie Pickard, com sede em Hull, East Riding of Yorkshire. A banda é conhecida por seu estilo musical pesado e extremamente parodista; o conteúdo lírico dos álbuns abusam de sátiras e humor negro; e videoclipes com temas visuais geralmente incondizentes e extremamente sátiros à música.
A banda é conhecida principalmente pelas letras absurdas e com um tom pesado e humorístico, usado como uma forma de parodiar os estereótipos exagerados de bandas de death metal.
O álbum de estreia The Palpable Leprosy of Pollution, que apresenta o vocalista americano Dan Watson, foi lançado no final de 2012. Depois de substituir o vocalista por Dickie Allen, nascido em Massachusetts, o segundo álbum The Elysian Grandeval Galèriarch foi gravado e mixado no home studio de Jesse Kirkbride, Kirkbride Recordings e foi lançado em 2016. Seu terceiro álbum, The Battle of Yaldabaoth, foi lançado em 11 de setembro de 2019.
O Infant Annihilator foi descrito pela revista australiana Hysteria Magazine como uma banda de Internet, ou seja, o grupo lança suas músicas exclusivamente por meios digitais, não fazendo shows ao vivo, e, apesar de afirmarem que a turnê é uma possibilidade, eles se apresentaram apenas como um projeto de estúdio até agora.

## História

### Formação eThe Palpable Leprosy of Pollution(2012–2013)
O Infant Annihilator foi formado em 2012 em Hessle, perto de Kingston upon Hull, pelo guitarrista Eddie Pickard e pelo baterista Aaron Kitcher. O nome "Infant Annihilator" veio de uma música com o mesmo título que foi composta pela banda anterior de Kitcher, As the Blessed Fall, e foi escolhida como paródia dos estereótipos de nomes de bandas de metal. Em uma entrevista em 2016, eles explicaram "[...]Queríamos que os nomes das músicas e da banda fossem tão exagerados quanto nossas músicas...[..]"
Pickard e Kitcher escreveram e criaram gravações caseiras juntas a um software de gravação gratuito no computador de Pickard, o qual não esperava levar o projeto a sério. Eles escreveram, gravaram e editaram as faixas instrumentais para seu álbum de estreia, The Palpable Leprosy of Pollution. Depois de lançar uma demo em 2012 contendo 5 músicas instrumentais, a dupla conheceu o vocalista americano Dan Watson, de Indiana, que encontrou o Infant Annihilator através do site Deathcore Total Metal Promotion, contatando a banda pelo Facebook, e em seguida fez um teste gravando seus vocais por cima do instrumental da canção "Decapitation Fornication". Pickard e Kitcher ficaram impressionados com sua performance, e então pediram-lhe que ele apresentasse os vocais para o álbum. Como Watson é dos EUA, eles compuseram, gravaram e mixaram no Reino Unido, enquanto Watson escrevia todas as letras e as gravava durante seus intervalos do almoço, enviando-as depois pela internet. A partir disto o grupo logo começou a ganhar popularidade online, principalmente no Facebook - crescendo com o lançamento do videoclipe de sua música "Decapitation Fornication"- para cerca de 20.000 curtidas em um mês -
Após o lançamento de seu primeiro videoclipe, o grupo promoveu o lançamento do seu álbum de estreia, The Palpable Leprosy of Pollution, lançado em 12 de dezembro de 2012 (12/12/12). A ideia de lançar o álbum em 12/12/12 foi lançada por Watson, que a banda adorou. No entanto, Watson veio a se arrepender desta data de lançamento, pois o fez apressar seu trabalho para lançar o álbum a tempo, o deixando descontente com o resultado final de seus vocais.
A banda ainda veio a lançar alguns covers com tom humorístico, em 2012 com uma remix da música "Gangnam Style", com o nome de "Infant Gangnam Style" do rapper sul-coreano Psy e em 2013 com um cover da música "Pray For Plagues", da banda Bring Me the Horizion.
Watson deixou a banda no final de 2013 e anunciou publicamente sua saída em 22 de fevereiro de 2014. Mais tarde, ele explicou que deixou o Infant Annihilator porque não se sentia igual em comparação aos outros dois membros, e também porque estava chateado com Aaron e Eddie, que concordaram com um contrato sem consultar sua opinião primeiro. Depois de sua partida, Watson formaria o grupo Enterprise Earth, sediado em Washington.

### Novo vocalista eThe Elysian Grandeval Galèriarch(2014-2017)
No final de 2014, enquanto tocava bateria para a banda britânica Desolated durante sua primeira turnê nos EUA, Kitcher conheceu o vocalista Dickie Allen pessoalmente pela primeira vez. A formação da turnê incluía a banda Traitors, que havia trazido Allen, que era um amigo próximo, junto com eles na turnê. Ouvir os vocais de Allen pessoalmente convenceu Kitcher de que ele era um bom candidato para a banda. O Infant Annihilator anunciou através das mídias sociais em 1 de junho de 2016 que eles trouxeram Dickie Allen como seu novo vocalista.
O segundo álbum do Infant Annihilator, The Elysian Grandeval Galèriarch, foi vazado aproximadamente cinco dias antes de sua data oficial de lançamento, fazendo a banda se adiantar e lançar 4 dias antes do previsto, em 29 de julho de 2016. O álbum foi o primeiro do Infant Annihilator a aparecer nas paradas da revista americana Billboard, sendo elas diversas paradas diferentes, incluindo Top Heatseekers, Independent Albums, Top Album Sales, Top Rock Albums, e Top Hard Rock Albums charts.

### The Battle of Yaldabaoth(2019–2023)
Em 25 de julho, o Infant Annihilator postou no YouTube um videoclipe de seu primeiro single "Three Bastards", junto com a data de lançamento do álbum, título, arte, lista de faixas e informações sobre produtos. O álbum mais uma vez foi completamente vazado no YouTube por algumas horas poucos dias antes de seu lançamento oficial, entretanto, o Infant Annihilator manteve sua data prevista, que seria por causa do aniversário de 29 anos do baterista Aaron Kitcher. The Battle of Yaldabaoth foi lançado em 11 de setembro de 2019.

### EPMister Sister Fister: Re-Conceptione quarto álbum de estúdio (2024–presente)
Em 15 de outubro de 2024, o Infant Annihilator lançou um EP intitulado Mister Sister Fister: Re-Conception, um remake de um lançamento da Mister Sister Fister, uma banda da qual Pickard e Kitcher haviam feito parte anteriormente. Eles também revelaram que estão trabalhando em seu quarto álbum de estúdio.

## Estilo e influências musicais
Infant Annihilator toca o gênero que é conhecido como deathcore. Também foi dito que eles carregam algumas influências do death metal técnico e o brutal death metal, e até mesmo do symphonic deathcore. Seu conteúdo lírico é intencionalmente absurdo e abrange tópicos polêmicos como estupro, pedofilia, assassinato, infanticídio, lavagem cerebral, religião, culto e a Igreja Católica. Esses tópicos são derivados da história do abuso sexual na Igreja Católica. Em um ponto, suas músicas foram consideradas "muito ofensivas" e foram removidas do Spotify e iTunes como resultado, mas logo retornou às duas plataformas três dias depois.
Eles listaram vários subgêneros de death metal e hardcore punk para influenciar sua música, incluindo: deathcore, slam death metal, death metal técnico, “down-tempo hardcore”, grindcore e mathcore.
Os artistas de quem a banda se influenciaram incluem: Carnifex, Bring Me the Horizon (em sua era deathcore, à la Count Your Blessings), System of a Down, Slipknot, Chimaira, Despised Icon, Thy Art Is Murder, The Black Dahlia Murder , Beneath the Massacre, Cattle Decapitation, Waking the Cadaver e GG Allin.

## Membros
Atuais
- Aaron Kitcher – bateria (2012–presente)
- Eddie Pickard – guitarra, baixo (2012–presente)
- Dickie Allen – vocais (2016–presente)

Ex-membros
- Dan Watson – vocais (2012–2014)

## Discografia
| Ano                                                                                 | Detalhes do álbum | Posições alcançadas nas paradas | Posições alcançadas nas paradas | Posições alcançadas nas paradas | Posições alcançadas nas paradas | Posições alcançadas nas paradas |
| Ano                                                                                 | Detalhes do álbum | US Hard Rock                    | US Rock                         | US Top Sales                    | US Ind.                         | US Heat.                        |
| ----------------------------------------------------------------------------------- | --- | ------------------------------- | ------------------------------- | ------------------------------- | ------------------------------- | ------------------------------- |
| 2012                                                                                | The Palpable Leprosy of Pollution - Lançado: 12 de dezembro de 2012 - Selo: Self-Released / Total Deathcore - Formato: CD , LP (cópias limitadas) , download digital | -                               | -                               | -                               | -                               | -                               |
| 2016                                                                                | The Elysian Grandeval Galèriarch - Lançado: 29 de julho de 2016 - Selo: Self-Released / TuneCore - Formato: CD, CS , LP, download digital                            | 7                               | 22                              | 90                              | 14                              | 4                               |
| 2019                                                                                | The Battle of Yaldabaoth - Lançado: 11 de setembro de 2019 - Selo: Self-Relased - Formato CD, CS, 2xLP, download digital                                             | 11                              | 22                              | 54                              | 20                              | 6                               |
| "-" denota lançamentos que não entraram gráfico ou não foram lançados naquele país. | |                                 |                                 |                                 |                                 |                                 |

Extended plays
- Mister Sister Fister: Re-Conception (2024)

Singles
- "Decapitation Fornication" (23 de julho de 2012)
- "Motherless Miscarriage" (22 de junho de 2016)
- "Three Bastards" (25 de julho de 2019)[23]
- "Swinaecologist" (30 de agosto de 2019)

Covers
- "Infant Gangnam Style" (18 de outubro de 2012)
- "Pray For Plagues" (11 de janeiro de 2013)